# Eliot Ness
Eliot Ness (Chicago, 19 aprile 1903 – Coudersport, 16 maggio 1957) è stato un poliziotto statunitense.
Come agente del Bureau of Investigation, attualmente conosciuto come FBI, è stato in servizio al Dipartimento del Tesoro degli Stati Uniti durante il periodo del proibizionismo. È conosciuto per essere stato al comando della squadra di investigatori, nota come gli intoccabili, che riuscì a trovare le prove per far condannare Al Capone per evasione fiscale. 

## Biografia

### Origini e formazione
Eliot Ness nacque a Chicago, Illinois, il 19 aprile 1903. Era il più giovane di cinque fratelli, figli degli immigrati norvegesi Peter ed Emma Ness. A Chicago frequentò la Christian Fenger High School e l'università, ove entrò a far parte della confraternita Sigma Alpha Epsilon, e completò gli studi laureandosi in economia. Iniziò la carriera di investigatore per la Retail Credit Company di Atlanta (Georgia) e in seguito fu assegnato al territorio della sua città, dove svolse indagini relativamente ai crediti. Ritornò all'ateneo per frequentare un corso di criminologia, conseguendo al termine del corso un master universitario in questa materia.

### L'entrata nel BOI e la carriera
Nel 1926 il cognato Alexander Jamie, un agente del Bureau of Investigation (che nel 1936 divenne l'attuale FBI) convinse Ness ad arruolarsi nel corpo investigativo. Nel 1927 entrò a far parte del Dipartimento del Tesoro degli Stati Uniti e lavorò con l'Ufficio del proibizionismo di Chicago. In seguito all'elezione del Presidente Herbert Hoover, al Ministro del Tesoro Andrew Mellon fu specificamente richiesto di catturare Al Capone. Il governo federale affrontò il problema da due diverse direzioni: evasione fiscale e violazione del Volstead Act. Ness fu scelto come capo delle operazioni per quest'ultimo aspetto, e doveva individuare le distillerie clandestine e le rotte di approvvigionamento di Capone.
A causa dell'endemica corruzione del corpo di polizia di Chicago, Ness scandagliò tutti gli archivi degli agenti per creare un team affidabile, prima di 50 agenti, poi di 15 e infine ridotti a 11, chiamati "Gli intoccabili". Le incursioni contro depositi e distillerie clandestine iniziarono immediatamente; entro 6 mesi Ness affermò di aver privato le distillerie di oltre un milione di dollari di guadagni. La fonte principale delle informazioni per le operazioni di polizia era un'estesa operazione di intercettazioni. Un tentativo di Capone di corrompere gli agenti di Ness fu colto al volo da Ness stesso per farsi pubblicità, portando al soprannome "Gli intoccabili". Ci fu un certo numero di tentativi di assassinio di Ness, e uno dei suoi più stretti amici fu ucciso.
Nella seconda metà degli anni trenta, fu direttore della pubblica sicurezza di Cleveland e come tale sovrintendeva all'indagine ufficiale sugli efferati delitti seriali del "macellaio di Cleveland". In particolare i suoi sospetti, anche dopo l'esito di un pur rudimentale test poligrafico condotto dall'esperto Leonard Keeler, si puntarono contro il dottor Francis E. Sweeney, ma senza che Ness potesse concretizzarli anche a causa delle connessioni familiari e politiche di Sweeney, che era cugino di primo grado di uno degli avversari politici di Ness, il deputato Martin L. Sweeney; inoltre questi continuò a deridere in pubblico Ness per la sua incapacità di arrestare il Macellaio, in più giovandosi della propria parentela acquisita con il politicamente alleato sceriffo O'Donnell.

### Gli ultimi anni e la morte
In seguito, Ness tentò di intraprendere la carriera politica come sindaco di Cleveland, ma fallì. Deluso, investì i suoi risparmi in attività e affari poi rivelatisi errati. Rimasto solo e con una montagna di debiti, morì a 54 anni di infarto dopo anni di alcolismo. È sepolto nel cimitero di Lake View a Cleveland, Ohio.

## Filmografia
- Nel film The Untouchables - Gli intoccabili (1987), diretto da Brian De Palma, Ness è interpretato da Kevin Costner;
- nella serie TV Gli intoccabili (1959-1963), Ness è interpretato da Robert Stack;
- nella serie TV Supernatural, episodio 07x12, Ness è interpretato da Nicholas Lea.